# Bible de Bury
La Bible de Bury est un manuscrit enluminé de la Bible exécuté vers 1135-1138 à l'abbaye de Bury St Edmunds et décoré par un artiste du nom de Maître Hugo. Seul un des deux tomes est encore conservé, scindé en trois volumes, à la Bibliothèque Parker du Corpus Christi College de Cambridge (Ms.2). Il fait partie des grandes bibles monumentales fabriquées en Angleterre au cours de la période romane avec la Bible de Lambeth ou la Bible de Winchester.

## Historique
Le manuscrit est réalisé au sein de l'abbaye de Bury St Edmunds, dans le Suffolk, alors que celle-ci est dirigé par Anselme de San Saba, un religieux d'origine italienne qui a développé considérablement le scriptorium en y faisant copier une centaine de manuscrits pendant son abbatiat entre 1121 et 1148. Un ancien catalogue des ouvrages de l'abbaye datant des XIIe et XIIIe siècles et conservé au Pembroke College indique l'origine du manuscrit : « Hervey [sacristain], frère du prieur Talbot, a fourni à son frère le prieur toute la dépense nécessaire pour qu'il soit écrit une bible, enluminé de manière incomparable par Maître Hugo. Parce qu'il n'a pas trouvé le vélin qui lui convenait dans notre région, il a dû se le procurer en Écosse [Irlande ?] ». Le manuscrit possède, sur le folio 2, la même cote (B1) que celui indiqué dans le catalogue, ce qui permit de l'identifier. Il a sans doute été réalisé alors que l'abbé était en voyage à l'étranger car ce n'est pas lui qui a commandé l'ouvrage. La bible a ainsi sans doute été commandé entre 1125 et 1136, les historiens de l'art penchent plutôt pour la date de 1135. Le manuscrit possède par ailleurs au folio 322 un graffiti daté du XVe siècle représentant la tête de Edmond d'Est-Anglie, protecteur de l'abbaye. Elle sert alors pendant les lectures dans le réfectoire des moines.
Les deux volumes du manuscrit sont attestés à l'abbaye en 1190. Le manuscrit entre dans les collections du Corpus Christi College de Cambridge vers 1575.

## Description
Seul le premier tome de la bible a été conservé : il s'arrête au livre de Job. Il conserve 6 grandes miniatures (pleine page ou demi-page) sur les 12 que ce volume possédait à l'origine. S'y trouvent par ailleurs 42 lettrines ornées sur les 44 originelles.
L'abbé Anselme a sans doute contribué à importer en Angleterre le style italo-byzantin utilisé dans le manuscrit. La page d'incipit FRATER au début du manuscrit mélange à la fois le style des lettrines réalisées à l'époque en Angleterre avec un style méditerranéen dans le cadre. C'est surtout dans les lettrines que le nouveau style d'origine byzantine est utilisé : sur un fond bleu-vert, les personnages sont représentés avec des détails anatomiques mis en valeur par les plis des vêtements donnant l'impression de tissus mouillés. Ce style est justement appelé damp fold style. Ce style influence directement une grande partie de l'enluminure anglaise pendant la période romane.

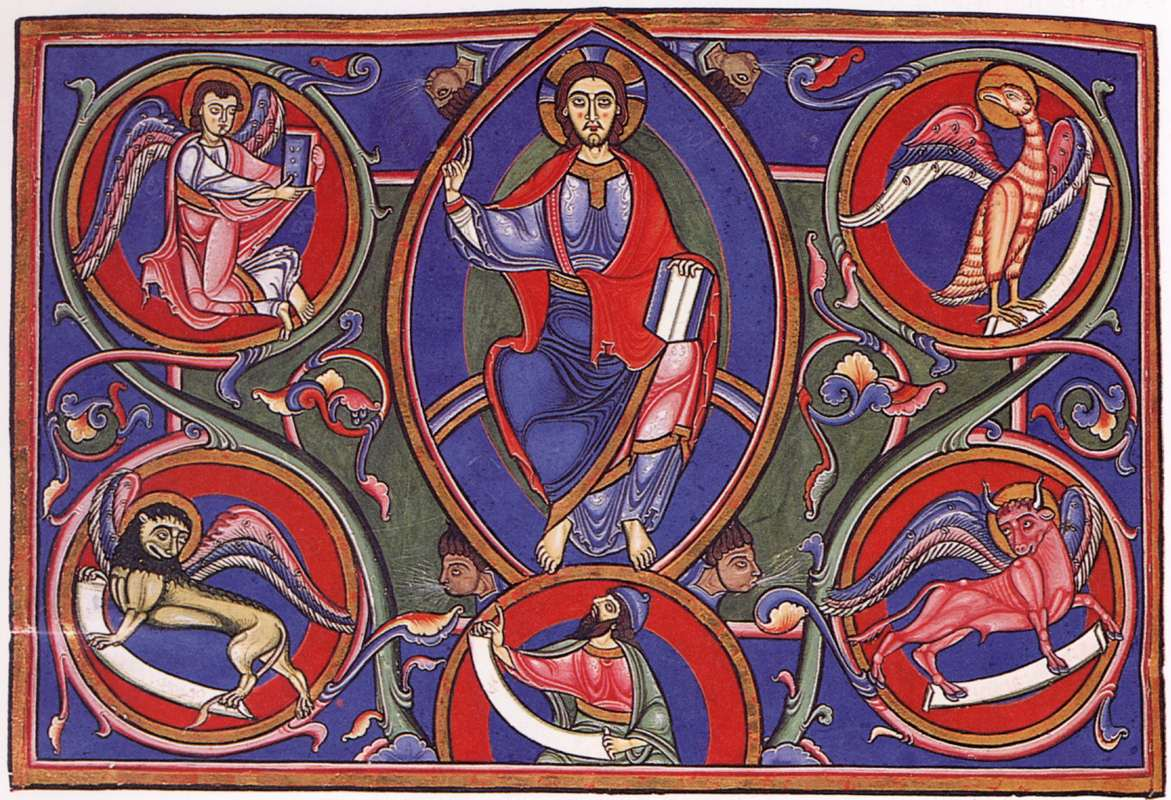
Christ en gloire
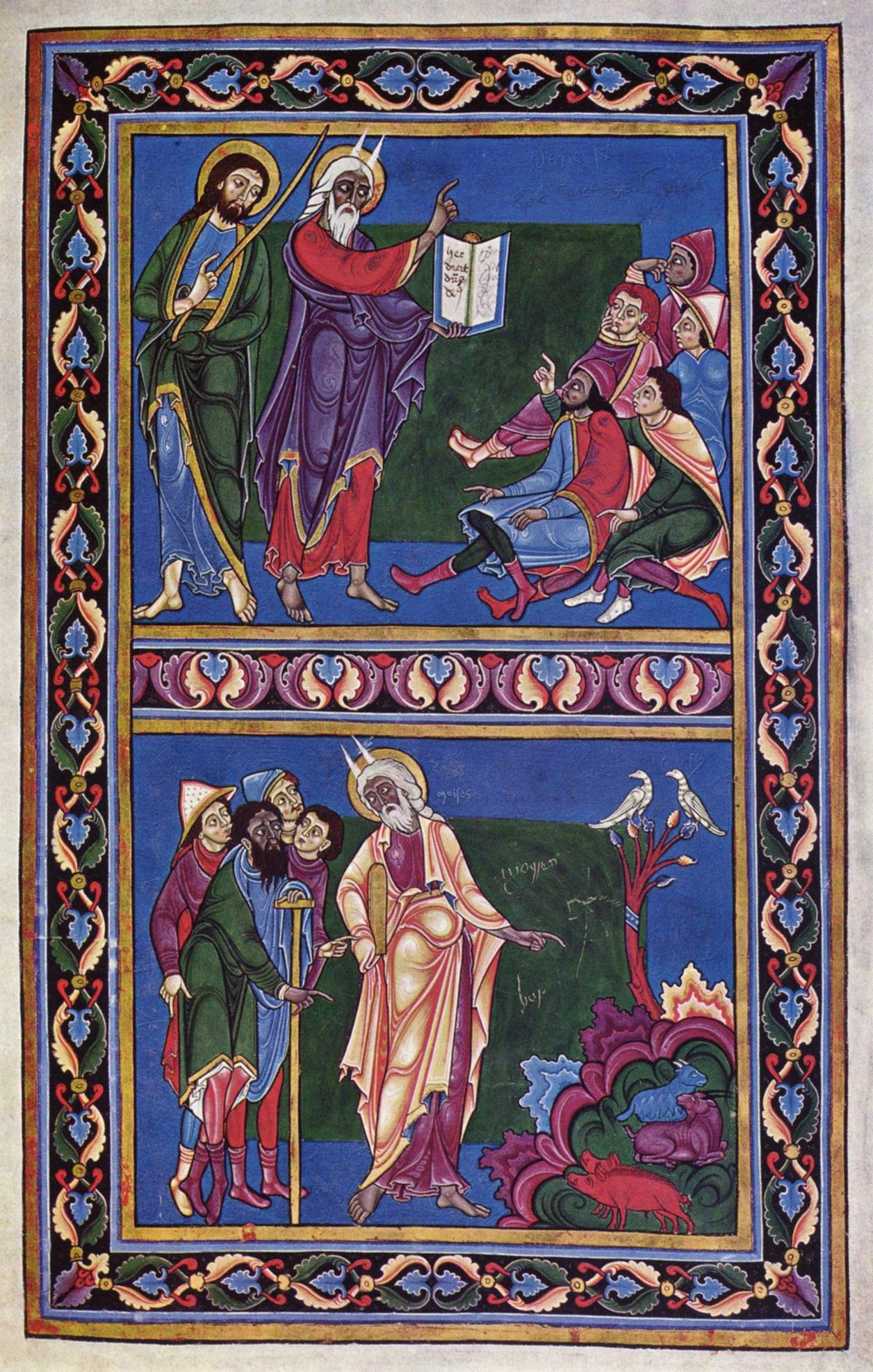
Moïse expliquant les tables de la loi